# Wir sind Helden
Wir Sind Helden (= Nous sommes des héros) est un groupe allemand de rock. Contrairement à beaucoup de groupes allemands qui chantent en anglais, les Wir Sind Helden s'expriment en allemand et proposent des textes drôles et réalistes, inspirés de leurs propres expériences. La chanson Aurélie décrit avec malice les difficultés d'une jeune Française installée en Allemagne pour surmonter les différences culturelles, en particulier dans le domaine de l'amour.

## Biographie

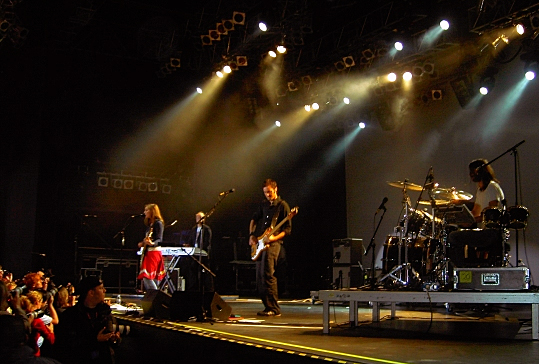
Wir sind Helden, en concert.

Le groupe se forme en 2000 avec Pola Roy et Jean-Michel Tourette.
Véritable phénomène (la chanteuse Nena n'hésite pas à porter des tee-shirts « Wir sind Helden »), le groupe s'est fait connaître en se classant dans les meilleures ventes en Allemagne en 2002 avec le single Guten Tag. Les ventes de ce single s'envolent rapidement après la diffusion de l'émission Die Harald Schmidt Show où Judith Holofernes était l'invitée principale. Il atteint la 53e place des chants allemands.
Un an après paraît l'album Die Reklamation qui se classe rapidement à la 6e place des meilleures ventes  jusqu'à atteindre la seconde place. L'album compte parmi les meilleures ventes des années 2003 et 2004. Le second album du groupe Von hier an blind a pris la tête des meilleures ventes très rapidement, une semaine après sa sortie, il était déjà classé premier.
En Allemagne, ils sont considérés, avec d'autres groupes de la nouvelle scène allemande, comme les sauveurs d'une industrie du disque morose et en déclin. La chanson Denkmal (Monument) est reprise par l'ensemble du public et est qualifiée d'hymne de la génération 2000 allemande par le magazine Deutschland. Ils sont en tête d'affiche de nombreux festivals chaque été depuis 2003 et participent au Live 8 à Berlin
Le groupe a assez peu de succès dans l'espace francophone. Celui-ci a enregistré en septembre 2005 une version française de leur titre Von hier an blind (appelé Le Vide en France), rejoint début 2006 par deux autres (une version française de Guten Tag et d'Aurélie), était destiné à être le premier single du groupe en France. Il a été diffusé à la radio en France en 2006. Pour promouvoir ce single, les Wir sind Helden ont donné un concert privé fin mars 2006 à Paris. Ils ont également été en première partie du groupe français Phoenix le 24 avril au Trabendo. L'album Wir sind Helden, qui est une compilation des chansons des 2 précédents albums distribués en Allemagne, est sorti en France le 29 mai 2006.
Le groupe fait un second passage au Trabendo en septembre 2007, et sort une version française de l'album Soundso, avec notamment 3 nouvelles versions françaises (celles de Kaputt, Soundso et Endlich ein grund zur panik).
En 2007, après une pause due à la grossesse de Judith Holofernes, le groupe sort un nouvel album Soundso suivi d'une tournée, qui les a vus notamment passer par le festival Rock am Ring, le plus grand festival de musique à programmation rock-metal en Allemagne. En 2008 sort l'autobiographie du groupe, intitulée Wir sind Helden – Informationen zu Touren und anderen Einzelteilen. Ein Wir sind Helden-Tagebuch.
L'album Bring Mich Nach Hause sort en 2010, également en version unplugged, chez Columbia Records. Au début d'avril 2012, le groupe annonce sur son site web une pause indéfinie. Les raisons invoquées par le groupe sont la distance entre les lieux de résidence des membres du groupe, et « divers signes d'usure ». Les membres souhaitaient aussi se consacrer à leurs familles.

## Style musical
Dans ses textes, le groupe critique la consommation et les médias d'Holopherne[pas clair] . Il critique le « commerce », la diligence inutile, les règles rigides (Ist das so?) et l'industrie musicale  (Zuhälter),.
Le premier album de Wir sind Helden, Die Reklamation, contient principalement des éléments de synthpop et rappelle musicalement la Neue Deutsche Welle. Des influences de l'école de Hambourg[pas clair]  sont également présentes. Certaines chansons datent de l'époque de la carrière solo de Judith Holofernes. Le deuxième album, Von hier an blind, comprend des riffs de guitare agressifs.
Wir sind Helden est considéré comme les pionniers d’un mouvement qui a produit en 2004 d’autres jeunes groupes de musique allemands tels que Silbermond et Juli,. Ce dernier a parfois été accusé d'avoir copié Wir sind Helden en termes d'une métaphore linguistiquement similaire[pas clair],.

## Récompenses
- Eins Live Krone 2003 : meilleur nouveau talent
- Echo 2004, dans les catégories : marketing (pour leur label EMI), meilleur nouveau talent, meilleur vidéo-clip, meilleur nouveau talent à la radio
- Eins Live Krone 2004 : meilleur live
- Eins Live Krone 2005 : meilleur album pour Von Hier an Blind
- 2005 European Border Breakers Award
- Echo 2006 : meilleur groupe allemand pop/rock